# Notylia nemorosa
Notylia nemorosa là một loài thực vật có hoa trong họ Lan. Loài này được Barb.Rodr. mô tả khoa học đầu tiên năm 1882.